# Diocesi di Orta
La diocesi di Orta (in latino Dioecesis Hortensis) è una sede soppressa e sede titolare della Chiesa cattolica.

## Storia
Orta, identificabile forse con Srâ-Orta nell'odierna Tunisia, è un'antica sede episcopale della provincia romana dell'Africa Proconsolare, suffraganea dell'arcidiocesi di Cartagine.
È noto un solo vescovo di questa diocesi, Donato, che prese parte al concilio antimonotelita di Cartagine del 646.
Dal 1933 Orta è annoverata tra le sedi vescovili titolari della Chiesa cattolica; dal 23 febbraio 2022 il vescovo titolare è Óscar Walter García Barreto, vescovo ausiliare di Concepción.

## Cronotassi

### Vescovi
- Donato † (menzionato nel 646)

### Vescovi titolari
- Maximino Romero de Lema † (15 giugno 1964 - 19 ottobre 1968 nominato vescovo di Avila)
- Paul Marcinkus † (24 dicembre 1968 - 20 febbraio 2006 deceduto)
- Darwin Rudy Andino Ramírez, C.R.S. (1º aprile 2006 - 7 novembre 2011 nominato vescovo di Santa Rosa de Copán)
- Fidelis Lionel Emmanuel Fernando (28 novembre 2011 - 22 novembre 2017 nominato vescovo di Mannar)
- Santos Montoya Torres (29 dicembre 2017 - 12 gennaio 2022 nominato vescovo di Calahorra e La Calzada-Logroño)
- Óscar Walter García Barreto, dal 23 febbraio 2022